# Kostel svatého Václava (Mutějovice)
Kostel svatého Václava v Mutějovicích je římskokatolický filiální kostel spadající pod rakovnickou farnost. Nachází se v ulici Velká Strana ve středu obce Mutějovice. Je chráněn jako kulturní památka.

## Popis
Jedná se o orientovanou omítnutou stavbu s patrovou hranolovou věží nad vstupem na západní straně.
Na východě leží kněžiště za kterým je malá sakristie.Na rozích jsou pilastrové pásy. Hlavní římsa tvoří nad západním průčelím rovný štít v šířce věže. Střecha je kryta taškami, věže plechem.
Stavba má tři vchody, hlavní je v průčelí a boční vedou do kostela a sakristie na jižní straně. V lodi kostela jsou tři páry oken, v kněžišti je jeden pár. Vnitřek kostela je nezdobený s rovným rákosovým stropem. Vzhledem k zanedbanému stavu kostela je nyní podepřen v celé ploše dřevěným lešením.
Velikost lodě je 20m x 10 m, 9 metrů na výšku, od kněžiště je loď oddělena půlkruhovým vítězným obloukem. Kněžiště má rozměry 7,4 x 7 metrů, výšku 8,85 metru.

## Interiér
Výprava je v renesančním slohu z roku 1890 od J. Krejčíka. Na hlavním oltáři je malba sv. Václava v životní velikosti, umístěná mezi svatými Cyrilem a Metodějem v poloviční velikosti. Na bočních oltářích jsou obrazy sv. Jana Nepomuckého a Panny Marie od F. Sequense.
Za hlavním oltářem ve výklencích stojí sochy sv. Vojtěcha a sv. Mikuláše, 90 cm vysoké z druhé poloviny 18. století.
Renesanční cínová křtitelnice pochází z roku 1617

## Historie stavby
Již od roku 1356 byl farním kostelem. Za husitských bouří přestal být katolickým a stal se jím opět až v roce 1707, opět jako farní. V současné době je kostel využívám pouze k nedělním bohoslužbám a je spravován z Rakovníka.
- 1766 opravy
- 1806 vyhořel
- 1841 byla nahrazena barokní báň věže
- 1894 oprava a dodány nové varhany

## Galerie

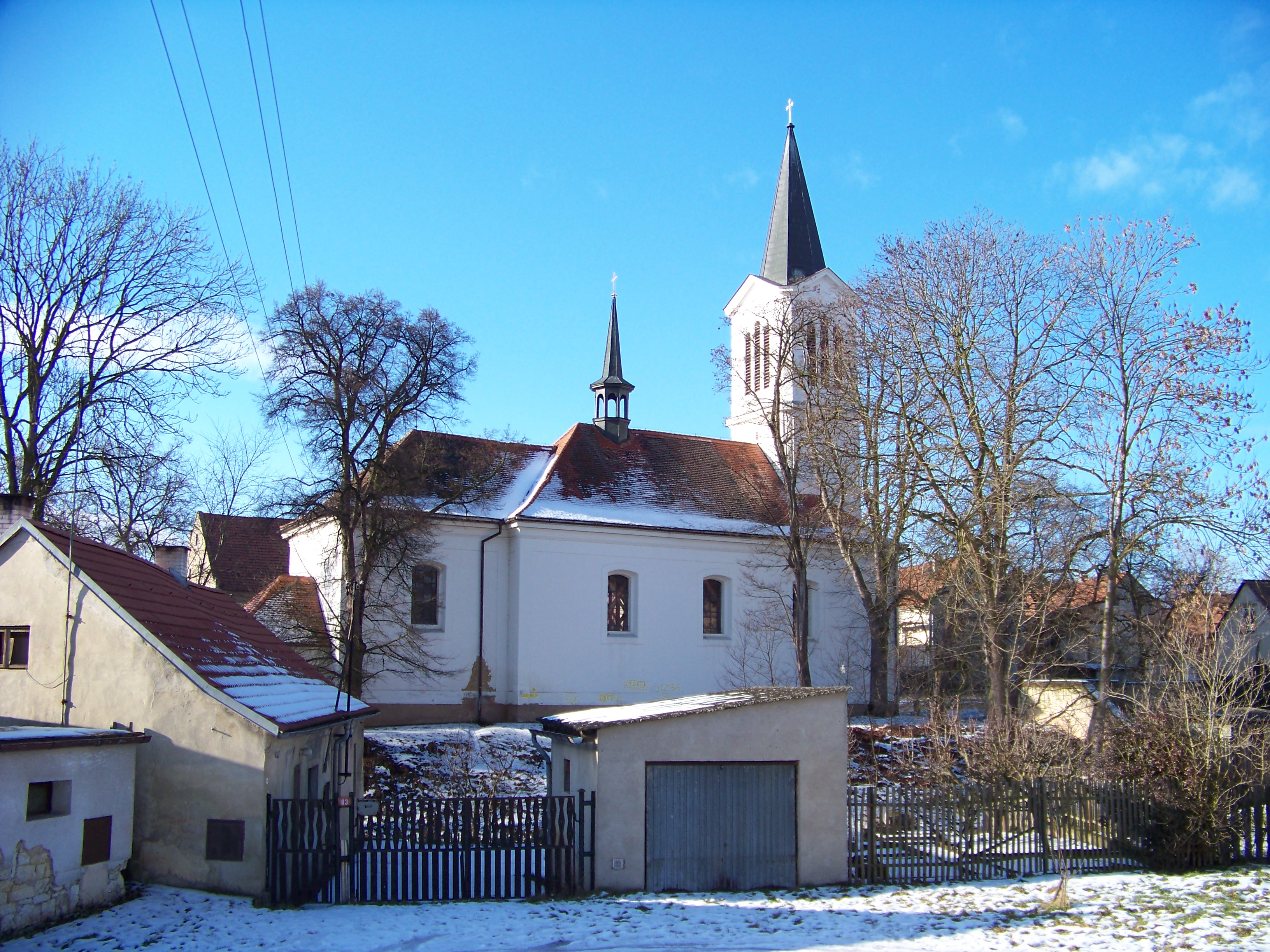
Kostel sv. Václava od východu
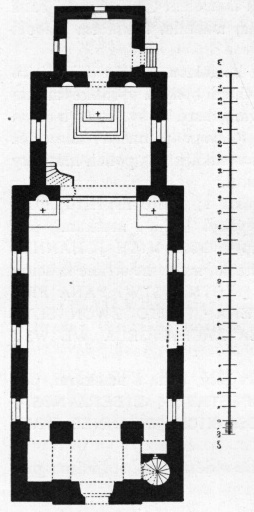
Půdorys kostela
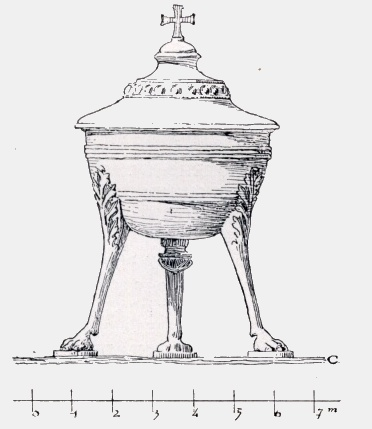
Renesanční cínová křtitelnice pochází z roku 1617